# Wyethia sagittata
Wyethia sagittata es una especie de planta fanerógama perteneciente a la tribu Heliantheae de la familia Asteraceae.

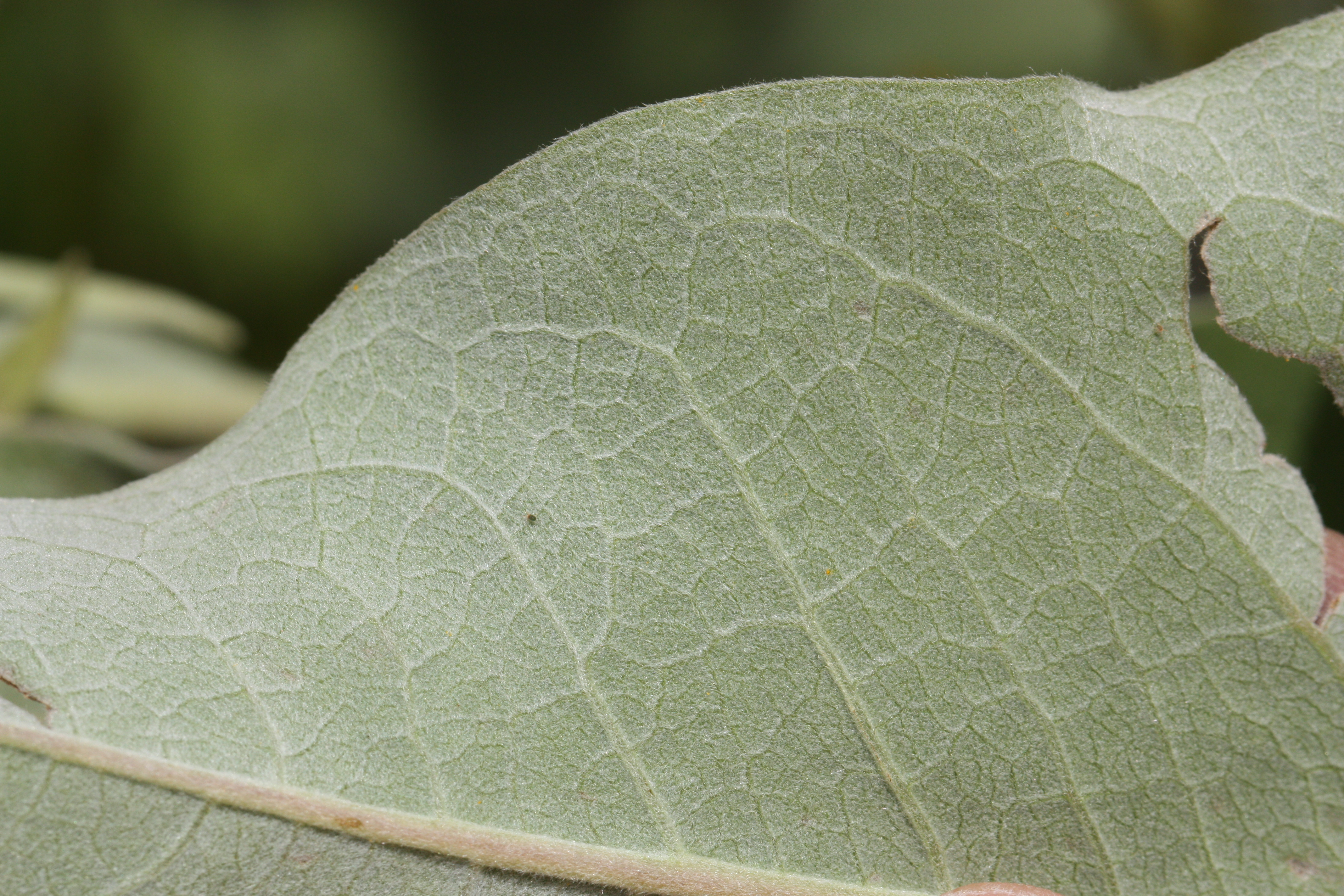
Vista de las hojas

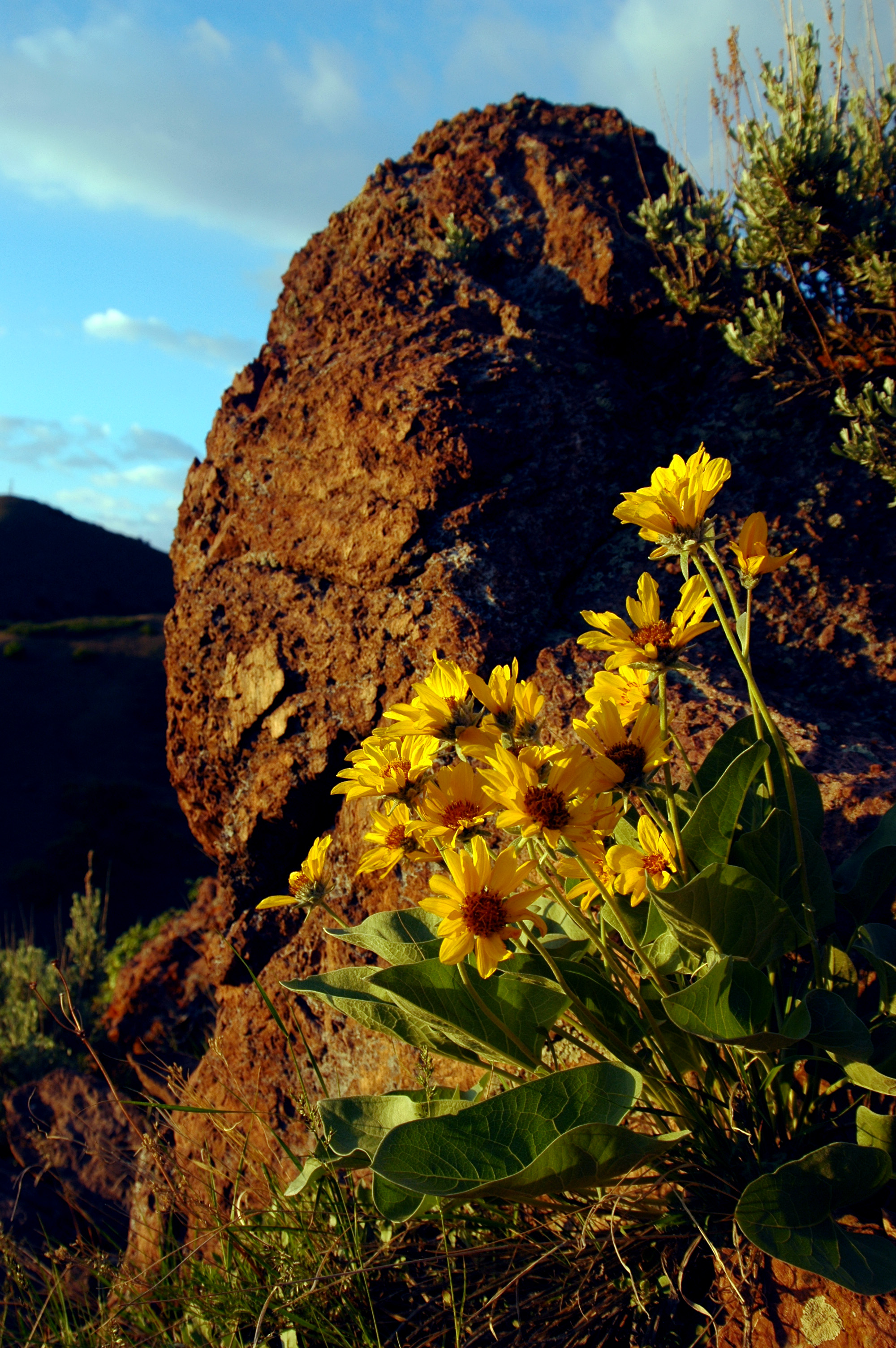
En su hábitat

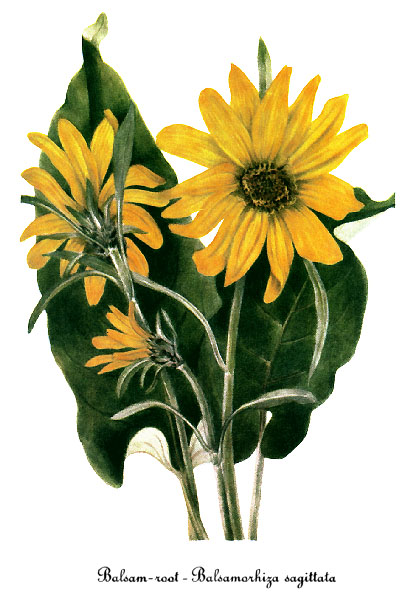
Ilustración

## Distribución y hábitat
Es nativo de gran parte del oeste de América del Norte desde la Columbia Británica hasta California a las Dakotas, donde crece en muchos tipos de hábitat de los bosques de montaña en pastizales a matorrales de los desiertos. Es tolerante a la sequía. Toda la planta se puede comer, aunque puede ser amarga con el sabor de pino.

## Descripción
Las hojas son enteras y están cubiertas con pelos ásperos, sobre todo en el envés. Esta es una hierba perenne que crece con un tallo glandular peludo de 20 a 60 centímetros de altura. La ramificación de la raíz puede extenderse a más de dos metros de profundidad en el suelo. Las hojas basales son generalmente de forma triangular y son grandes, acercándose a 50 centímetros de longitud máxima. Las hojas de más arriba en el tallo son lineales a estrechamente de forma oval y pequeñas. Las hojas tienen bordes no dentados y están recubiertos en pelos ásperos, especialmente en el envés.
La inflorescencia tiene una o más cabezas de flores. Cada cabezal tiene un centro de largos floretes del disco tubular amarillentas y una franja de brillantes flores liguladas amarillas, cada una de hasta 4 centímetros de largo. El fruto es un aquenio sin pelo de unos 8 milímetros de largo. Los animales que pastan encuentran la planta sabrosa, especialmente las flores y el desarrollo de cabezas de semillas.

## Usos
Muchos grupos de nativos americanos, incluyendo el Nez Perce, Kootenai, Cheyennes y Salish, utilizan la planta como alimento y medicina. Las semillas fueron particularmente valiosos como alimentos o usados por el aceite.

## Taxonomía
La especie fue descrita inicialmente como Buphthalmum sagittatum por Frederick Traugott Pursh y publicada en Flora Americae Septentrionalis 2: 564, en 1813, actualmente, es tanto un sinónimo como el basónimo de esta. Posteriormente, sería transferida al género Balsamorhiza por Thomas Nuttall en Transactions of the American Philosophical Society, new series 7: 350, en 1840, nombre científico que también es un sinónimo actualmente; y ulteriormente, sería transferida al género Wyethia por David John Mabberley en Mabberley's Plant-Book 1102, en 2017.

#### Etimología
Véase: Wyethia
sagittata: epíteto latino que significa "con forma de flecha".